# James Couttet
James Couttet   (Chamonix, 6 de juliol de 1921 - Chamonix, 13 de novembre de 1997) fou un esquiador alpí i saltador d'esquí francès que va competir entre les dècades de 1930 i 1950.
El 1948 va prendre part en els Jocs Olímpics d'Hivern de St. Moritz, on va disputar tres proves del programa d'esquí alpí. Guanyà la medalla de plata en l'eslàlom i la de bronze en la combinada, mentre en el descens fou tretzè. En aquests mateixos Jocs fou vint-i-cinquè en la prova del salt amb esquís. Quatre anys més tard, als Jocs d'Oslo, tornà a disputar tres proves del programa d'esquí alpí. Destaca la sisena posició en l'eslàlom. Fou l'abanderat francès en les cerimònies inaugurals dels Jocs de 1948 i 1956.
En el seu palmarès també destaquen cinc medalles al Campionat del Món d'esquí alpí, una d'or, dues de plata i dues de bronze, entre les edicions del 1938 i 1954, així com nou campionats nacionals.
Es va retirar el 1955 i fou l'entrenador de l'equip francès d'esquí alpí durant els Jocs Olímpics d'hivern de 1956. Posteriorment va ajudar en l'organització del Campionat del Món d'esquí alpí de 1962 a Chamonix i va ajudar a dissenyar i construir remuntadors.